# Diastatops dimidiata
Diastatops dimidiata – gatunek ważki z rodziny ważkowatych (Libellulidae). Występuje na terenie Ameryki Południowej.